# (3971) Voronikhin
(3971) Voronikhin (1979 YM8) – planetoida z grupy pasa głównego asteroid okrążająca Słońce w ciągu 4,82 lat w średniej odległości 2,85 j.a. Odkryta 23 grudnia 1979 roku.